# Charlotte Bonaparte Gabrielli
Charlotte Philistine Bonaparte, née à Saint-Maximin-la-Sainte-Baume, le 22 février 1795 et morte à Rome, le 13 mai 1865 est une princesse française, fille aînée de Lucien Bonaparte et de Christine Boyer. Elle était connue sous le nom de « Lolotte », sobriquet qui lui avait été donné par Letizia Bonaparte, sa grand-mère.
Elle épousa à Rome, le 27 décembre 1815, Mario Gabrielli, prince de Prossedi, fils ainé du prince romain Pietro Gabrielli, sénateur et maire adjoint de la ville pendant le rattachement des États pontificaux à l'Empire français (1809-1814).

## Biographie
Charlotte naît à Saint-Maximin-la-Sainte-Baume de Lucien Bonaparte et de sa première épouse Christine Boyer, fille de Pierre Boyer. Elle est la petite-fille de Charles-Marie Bonaparte et de Maria-Letizia Ramolino, et la nièce de Napoléon Bonaparte. Sa grand-mère paternelle Letizia, appelée « Madame Mère » dans la famille, la surnomme « Lolotte ». Quand Charlotte a six ans et sa petite sœur Christine-Égypta deux ans, leur mère Christine Boyer meurt au château du Plessis-Chamant d'une maladie pulmonaire, alors qu'elle était enceinte d'un troisième enfant. Prise en charge par sa famille, Charlotte passe son enfance entre la France et l'Espagne, et à partir de 1804, elle est éduquée chez des religieuses en Italie.
Quand Napoléon divorce de Joséphine de Beauharnais, Pauline Bonaparte lui suggère d'épouser Charlotte pour renforcer le pouvoir de la famille Bonaparte. Sous la pression de Napoléon, qui préfère arranger son mariage avec quelqu'un d'autre, Charlotte est ramenée à Paris chez sa grand-mère paternelle. Napoléon tente de négocier son mariage avec le prince des Asturies (le futur roi d'Espagne Ferdinand VII) puis avec le grand-duc de Wurtzbourg (le futur Ferdinand III de Toscane) mais sans y parvenir. Charlotte, pendant ce temps, écrit à son père pour se plaindre de l'hypocrisie de la cour de France et de la laideur des femmes qui l'accompagnent, et critique Napoléon lui-même. Ses lettres sont interceptées par la police secrète de Napoléon, et ce dernier la renvoie chez elle.
La relation entre Napoléon et Lucien Bonaparte se dégradant, ce dernier décide de partir pour les États-Unis avec sa fille, sa seconde épouse Alexandrine de Bleschamp, ses autres enfants et ses domestiques, le 5 août 1810. La famille est interceptée par les Britanniques, qui les gardent en résidence surveillée à Malte puis en Angleterre jusqu'à la chute de Napoléon en mai 1814.

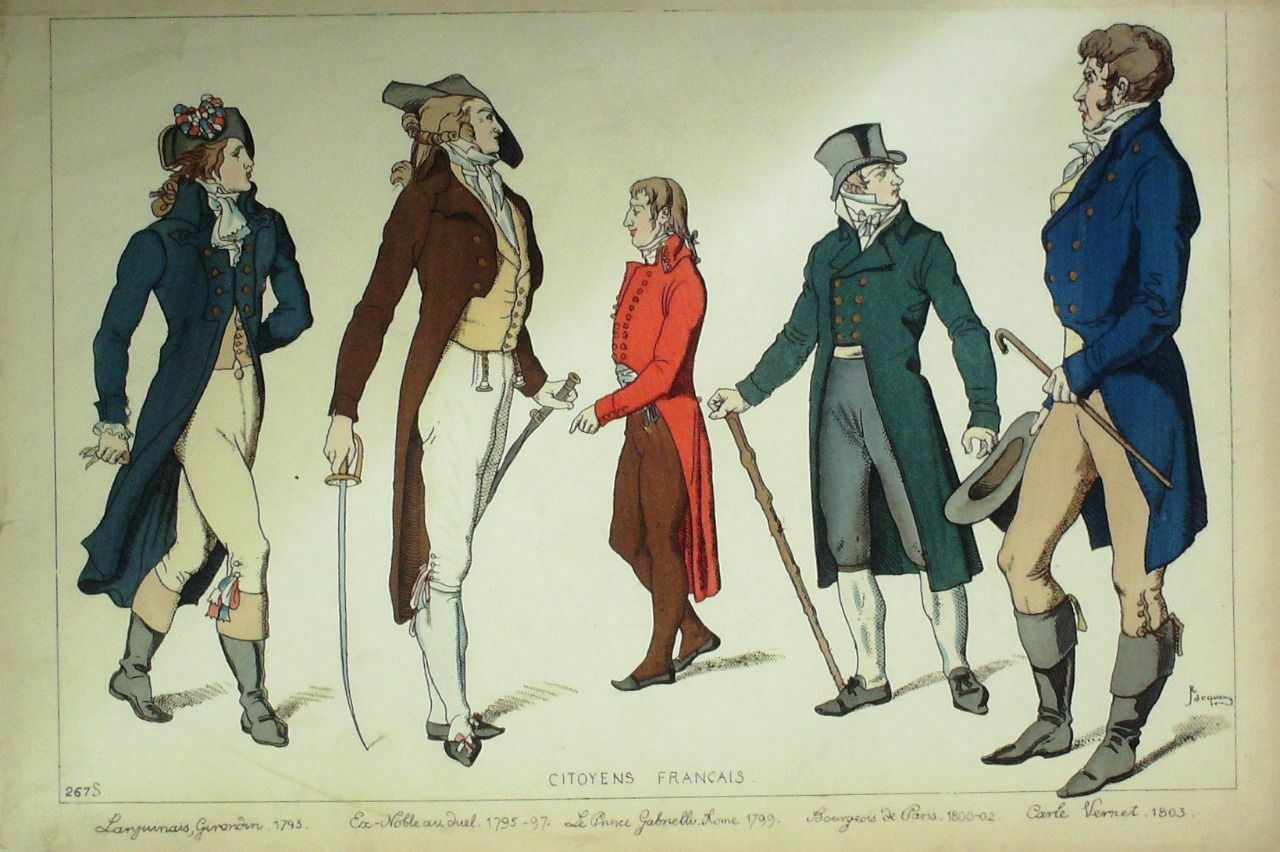
Citoyens français, gravure de Raphaël Jacquemin. Le prince Gabrielli, époux de Charlotte Bonaparte, est représenté au centre.

Napoléon revient au pouvoir pendant les Cent-Jours. Charlotte reçoit de lui le titre de princesse française le 22 mars 1815 avec le prédicat d'altesse impériale. Le 27 décembre 1815, elle est mariée au prince romain Mario Gabrielli, membre de la Maison Gabrielli de Gubbio, fils du sénateur de Rome Pietro Gabrielli et neveu du cardinal secrétaire d'État Giulio Gabrielli le Jeune. Elle prend le titre de princesse Gabrielli.
Réputée franche et sincère, elle est décrite par les Italiens comme « une vraie Bonaparte ». Même après la nouvelle chute de Napoléon, elle reste fidèle à la mémoire de son oncle, et garde une affection particulière pour « Madame Mère » à qui elle reste attachée jusqu'à sa mort en 1836 au Palazzo Bonaparte-d'Aste sur la Piazza Venezia à Rome.
Charlotte Bonaparte est une grande bibliophile, et la mécène d'une bibliothèque et d'un cercle intellectuel qui se réunit régulièrement dans la villa de son mari sur le Janicule dans les années 1820 à 1840. La Villa Gabrielli al Gianicolo devient une des étapes indispensables du Grand Tour grâce à sa vue imprenable sur la ville, et de nos jours, elle abrite le centre romain du Collège pontifical nord-américain.
Après la mort de son mari en 1841, Charlotte Bonaparte devient princesse douairière Gabrielli, et l'année suivante, elle se remarie discrètement avec son soupirant, le Cavaliere Settimio Centamori. Lors de l'avènement du Second Empire de Napoléon III, elle est réintégrée officiellement dans la famille impériale en tant que princesse Bonaparte avec le prédicat d'altesse le 21 février 1853.
Elle meurt le 6 mai 1865, à l'âge de 70 ans, au Palazzo Gabrielli à Rome.

## Descendance
De son mariage avec le prince Mario Gabrielli le 27 décembre 1815, Charlotte Bonaparte a huit enfants :
- Donna Letizia Gabrielli (1817–1827), morte dans son enfance.
- Donna Cristina Gabrielli (1821–1898), mariée au marquis Antonio Stefanoni (1819–1883) d'où postérité.
- Donna Lavinia Gabrielli (1822–1888), mariée au comte Ildefonso Aventi (1802–1857) d'où postérité.
- Don Angelo Gabrielli (1824–1826), mort dans sa petite enfance.
- Donna Camilla Gabrielli (1828–1829), morte dans sa petite enfance.
- Donna Emilia Gabrielli (1830–1911), mariée au comte Giuseppe Parisani (1823–1887) d'où postérité, dont le peintre Napoleone Parisani.
- Don Placido Gabrielli (1832–1911), marié à sa cousine la princesse Augusta Bonaparte (fille de Charles Lucien Bonaparte et de Zénaïde Bonaparte)[4].
- Donna Francesca Gabrielli (1837–1860), mariée au comte Cesare Parisani (1828–1904) d'où postérité.

Après la mort de son premier mari, elle se remarie au chevalier Settimio Centamori (1812–1889) mais n'en a pas d'enfants.

## Portraits

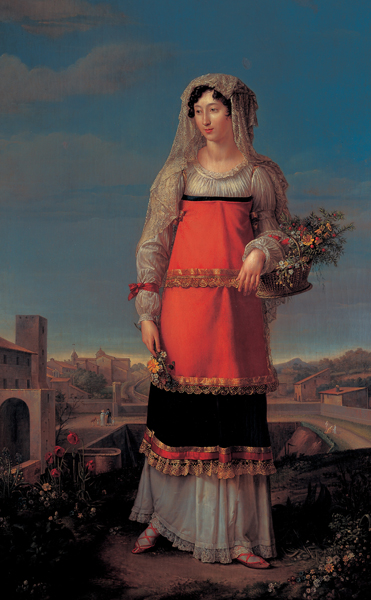
Carlotta Bonaparte Princesse Gabrielli en robe paysanne - inv. mn 539.

Son portrait par Jean-Baptiste Wicar, conservé au palais Primoli (Musée napoléonien de Rome), la représente comme une jeune paysanne dans la campagne de Canino (fief dont le père était prince). Dans un autre portrait, réalisé par Jean-Pierre Granger et aujourd'hui au Musée national du Château de Versailles et des Trianons, Charlotte est habillée à la mode Premier Empire.